# Alpedrete de la Sierra
Alpedrete de la Sierra es una localidad española de la provincia de Guadalajara (Castilla-La Mancha) perteneciente al municipio de Valdepeñas de la Sierra. Su núcleo urbano cuenta con población de 36 habitantes (2013). Alpedrete se sitúa en un llano entre los ríos Jarama y Sorbe, a los pies de los montes del Atazar y de la cuerda del pico de la Centenera. Su límite con Madrid, marcado por el río Lozoya, y la ganadería han marcado su forma de vida. 
Cuenta con unos 31 habitantes de hecho, aunque es durante el fin de semana cuando adquiere su mejor cara con la llegada de los hijos de la tierra. Si bien se ha respetado el trazado original del pueblo, las construcciones tradicionales de caliza, de pizarra y de adobe son residuales y están abandonadas. Desde lejos, parece que el pueblo estuviera dividido en dos: de un lado el casco antiguo situado al norte, de otro las modernas construcciones, donde predomina el blanco.
Cuenta con una torre de campanario afincada a la iglesia documentada de origen árabe. Las cuevas de vino excavadas en la zona norte visualmente excepcionales aunque deterioradas por la poca conservación.

## Historia
Perteneció al alfoz o Tierra de Uceda, perteneciente a la Corona, desde el siglo XI al XIII, y a los arzobispos de Toledo.
A mediados del siglo XIX, el lugar, por entonces con ayuntamiento propio, contaba con una población censada de 122 habitantes. La localidad aparece descrita en el segundo volumen del Diccionario geográfico-estadístico-histórico de España y sus posesiones de Ultramar de Pascual Madoz de la siguiente manera:

ALPEDRETE DE LA SIERRA: v. con ayunt. de la prov. y adm. de rent. de Guadalajara (6 leg.), part. jud. de Cogolludo (5), aud. terr. y c. g. de Madrid (12), dióc. do Toledo (24): sit. en un barranco, formado por las vertientes de varias colinas que se elevan hácia el N. y S. de la pobl.; bátenla alli con fuerza los vientos E. y O. que hacen su clima frio, pero sano, si bien algo propenso á calenturas intermitentes y aficciones espasmódicas: tiene 60 casas de mala construccion, y pocas comodidades, distribuidas en dos calles, y una plaza sin alineacion ninguna ni empedrado, y por consiguiente de feo aspecto y demasiado sucias, especialmente en tiempo de lluvias; casa de ayunt. con el pósito que no se diferencia de las demás, é igl. parr. dedicada á la Purísima Concepcion, que nada ofrece de notable: en los afueras existe una ermita ruinosa, titulada de San Pedro, y próxima á ella una fuente de agua de buena calidad, de la cual se surte el vecindario: confina el térm. por N. con el de la Puebla de la Mujer Muerta en el part. de Buitrago, prov. de Madrid; O. con el de Atazar en el mismo part. y prov.; E. con el de Valdepeñas de la Sierra, y S. con el de Uceda: comprende en una leg. de estension 10,000 aranzadas de tierra, de las cuales se cultivan 1,400 fan., y son 100 de primera clase, 400 de segunda, y 800 de tercera: las demas están pobladas de monte bajo, entre breñas y riscos, que ninguna puede reducirse á cultivo: existe en su comprension el desp. de Navezuelas, y la granja llamada de San Agustin, que perteneció á la univ. de Alcalá de Henares: el terreno es desigual y áspero en lo general, de escasos prod. y de secano, aunque corren por el térm. un arroyo que da movimiento á dos molinos harineros, y al O. el riach. Lozoya que trae su corriente por sitios tan hondos que para nada pueden aprovecharse sus aguas, sino para abrevadero de los ganados: los caminos son vecinales, de herradura y desatendidos: el correo se recibe en Torrelaguna tres veces á la semana por medio de los vec. que van á vender algunas cosas: prod. trigo, cebada, centeno y aceite; se mantiene algun ganado lanar churro, cabrio, vacuno, de cerda, asnal, y ademas 16 yuntas de bueyes de labor, y 10 de mulas: pobl., 35 vec, 122 alm.: cap. prod.: 1.504,450 rs.: imp.. 45,400; contr.: 2,855: presupuesto municipal: 258, del que se pasan 200 al secretario por su dotacion, y se cubre con el fondo de propios, que consiste en la Solana del Aguilar, casa nueva y Solana del Murciano, uno de los molinos harineros, la casa en que habita el cura, y 10 rs. de martiniega.
(Madoz, 1845, p. 195)

En la posguerra se produjo la repoblación forestal y se creó la Reserva Nacional de Caza del Sonsaz que afecta a su término.

## Demografía
| Gráfica de evolución demográfica de Alpedrete de la Sierra entre 1842 y 1970 |
| |
| Población de derecho según los censos de población del INE Población de hecho según los censos de población del INEEntre el censo de 1981 y el anterior, este municipio desaparece porque se integra en el municipio Valdepeñas de la Sierra |